# Ян Захара
Ян За́хара (словац. Ján Zachara; 27 серпня 1928, Тренчин — 2 січня 2025) — словацький боксер напівлегкої вагової категорії, виступав за збірну Чехословаччини наприкінці 1940-х — середині 1950-х років. Чемпіон літніх Олімпійських ігор у Гельсінкі, чемпіон національної першості, учасник багатьох міжнародних турнірів та матчевих зустрічей. Також відомий як тренер з боксу.

## Біографія
Ян Захара народився 27 серпня 1928 року у місті Тренчин. На міжнародній арені дебютував у віці 18 років, коли взяв участь у матчевих зустрічах зі збірними Польщі, Югославії та СРСР. У 1947 та 1948 роках ставав чемпіоном Чехословаччини в легкій та напівлегкій вагових категоріях відповідно. 
Найбільш успішним в його боксерській кар'єрі виявився 1952 рік, коли він побував на літніх Олімпійських іграх у Гельсінкі, здолавши там всіх своїх суперників в напівлегкій вазі, та завоював там  золоту медаль. За це досягнення удостоєний почесного звання «Заслужений майстер спорту Чехословаччини».
Ставши олімпійським чемпіоном, Захара продовжував виходити на ринг у складі національної збірної, беручи участь у всіх великих міжнародних турнірах. Так, у 1955 році він виступав на чемпіонаті Європи в Західному Берліні, але уже в другому матчі зазнав поразки від англійця Томаса Ніколса. Також у 1956 році пройшов кваліфікацію на Олімпійські ігри в Мельбурні, проте успіх чотирирічної давнини повторити не зумів — в чвертьфіналі програв фіну Пентті Хямяляйнену.
Захара залишався діючим спортсменом аж до 1958 року, тим не менш, останнім часом уже не демонстрував яких-небудь значимих результатів. Після завершення спортивної кар'єри протягом тривалого часу працював тренером з боксу, в 1972 році отримав звання заслуженого тренера своєї країни.